# كاستانيو دي روبليدو
بلدية كاستانيو دي روبليدو (بالإسبانية: Castaño del Robledo) هي بلدية تقع في مقاطعة ولبة التابعة لمنطقة أندلوسيا جنوب إسبانيا.

## الديموغرافيا
بلغ عدد سكان بلدية كاستانيو دي روبليدو 214 نسمة عام 2011 (وفقاً للمعهد الوطني الإسباني للإحصاء).
| 201 | 207 | 199 | 205 | 216 | 224 | 214 |